# Batalha da Linha Mareth

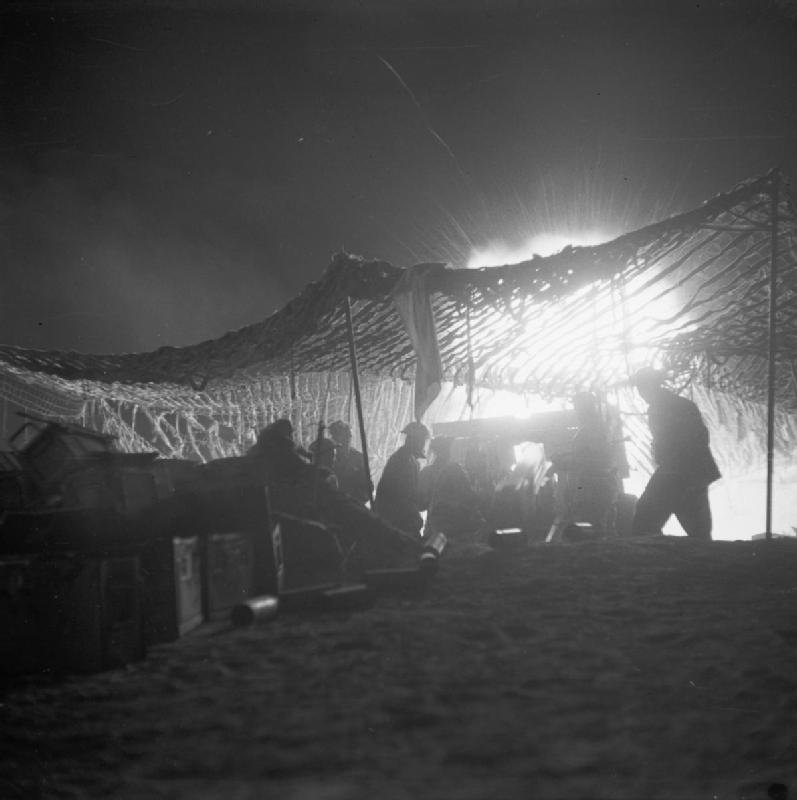
Um canhão de campanha britânico de 25 libras em ação à noite, durante o ataque à Linha Mareth.

A Batalha da Linha Mareth, ou Batalha de Mareth foi um ataque durante a Segunda Guerra Mundial realizado pelo 8.º Exército Britânico na Tunísia contra a Linha Mareth, uma posição na posse do 1ª Exército Itálo-germano. Foi a primeira grande operação do 8ª Exército desde a Segunda Batalha de El Alamein. A Operação Pugilista, o primeiro ataque britânico, estabeleceu uma ponte, contudo um avanço foi impedido pelas forças do eixo; esta operação estabeleceu uma rota alternativa de ataque e a Operação Supercharge II, uma manobra de flanco, foi planeada. Montgomery reforçou o flanco atacante, que a partir de 26-31 de Março, forçou o 1ª Exército do eixo a retirar para Wadi Akarit, 40 milhas em direcção à Tunísia.